# Шунин, Антон Владимирович
Анто́н Влади́мирович Шу́нин (род. 27 января 1987, Москва) — российский футболист, вратарь. Рекордсмен московского «Динамо» по сыгранным матчам в чемпионатах России.

## Клубная карьера

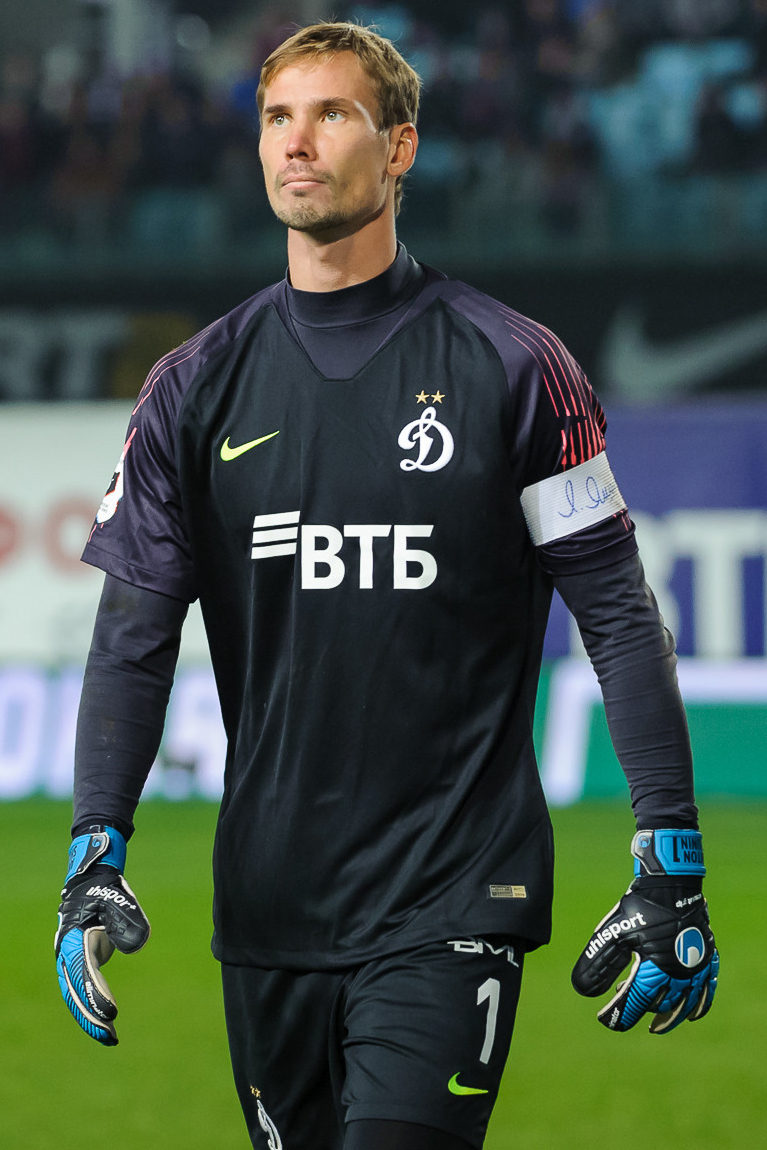
Шунин в составе московского «Динамо», 2018 год

Шунин — воспитанник СДЮШОР «Динамо», где его первым тренером стал Владимир Владимирович Козлов. 21 апреля 2007 года Антон дебютировал в основном составе «Динамо» в матче 6-го тура чемпионата России с командой «Химки» (2:1), став основным вратарём команды до конца сезона. По итогам сезона Шунин был награждён премией «Открытие сезона» по версии РФС. На протяжении следующих двух сезонов Шунин был вторым голкипером команды, уступив место в основе Владимиру Габулову, периодически подменяя его в воротах.
В переходном сезоне 2011/12 Шунин выиграл конкуренцию у Габулова (который вскоре покинул команду) и провёл почти все матчи в основном составе без замен, сыграв при этом 17 матчей «на ноль» и выдал сухую серию — «Динамо» не пропускало 461 минуту.
17 ноября 2012 года во время игры «Динамо» — «Зенит» на 37-й минуте петербургскими болельщиками на поле была брошена петарда, попавшая в Шунина. В результате взрыва голкипер был оглушён и получил химический ожог роговицы, век и слизистых оболочек обоих глаз, а также посттравматический отит правого уха со снижением слуха. Матч был остановлен, «Зениту» позже было присуждено техническое поражение 0:3. Восстановление Шунина заняло 10 дней. По ходу сезона 2013/2014 Шунин потерял место в стартовом составе клуба, которое вновь занял вернувшийся в «Динамо» Габулов.
По итогам сезона 2015/16 «Динамо» впервые в истории вылетело в ФНЛ. Шунин принял решение остаться в клубе, несмотря на предложения от других команд премьер-лиги. После этого Антон стал капитаном команды и одним из её лидеров, вернув себе статус основного вратаря. По итогам первенства ФНЛ «Динамо» вернулось в премьер-лигу, обеспечив себе первое место за 7 туров до конца чемпионата. За сезон Шунин провёл 35 матчей, 17 из которых — «на ноль».
24 июля 2021 года Шунин стал рекордсменом «Динамо» по количеству матчей в высшем дивизионе чемпионата России — он сыграл 240 матчей (и обошёл Александра Точилина, у которого на счету 239 матчей). Всего на тот момент Антон Шунин провёл 295 официальных встреч в составе бело-голубых и занимал по этому показателю 11-е место в истории клуба. 16 ноября 2021 года голкипер продлил контракт с «Динамо» до конца сезона 2023/24.
1 июля 2024 года «Динамо» объявило об уходе Шунина из клуба в связи с окончанием контракта. Шунин стал первым среди вратарей по количеству игр за «бело-голубых» и вошёл в клуб Льва Яшина. С основной командой трижды становился бронзовым призёром лиги, дважды доходил до финала Кубка и попадал в список 33-х лучших футболистов чемпионата России. За основную команду вратарь дебютировал в 2007 году, за 17 сезонов он принял участие в 366 матчах (больше только у защитника Александра Новикова — 395), из них 125 сыграл на ноль (второй результат в истории клуба). Всего в структуре московского «Динамо» Шунин провёл 30 лет.
7 мая 2025 года Шунин объявил о завершении карьеры.

## Карьера в сборной
В 2002 и 2005 годах Шунин привлекался в юношеские сборные команды России и Москвы. С 2007 года он стал игроком молодёжной сборной России. 22 августа 2007 года Антон дебютировал в национальной сборной России в товарищеском матче против сборной Польши (2:2). На протяжении долгого времени для Шунина этот матч оставался единственным, несмотря на то, что он периодически он вызывался в сборную и даже был включён в заявку команды на Евро-2012.
В 2019 году Антон вышел в стартовом составе в матче отборочного турнира Евро 2020 против Сан-Марино. В сентябре 2020 года Шунин сыграл два матча в основе сборной против команд Сербии и Венгрии в рамках Лиги наций УЕФА.
Весной 2021 года был основным вратарём в отборочных матчах ЧМ-2022 против Мальты (3:1), Словении (2:1) и Словакии (1:2).

## Личная жизнь
От первого брака у Шунина есть сын Артемий, который родился 17 августа 2012 года.
Второй раз женился в 2018 году на российской топ-модели Екатерине Григорьевой. 22 мая 2020 года у пары родилась дочь, которую назвали Софией. 15 августа 2023 года у Антона и Екатерины родился сын, которого назвали Львом в честь Яшина.

## Достижения

### Командные
«Динамо» (Москва)
- Бронзовый призёр чемпионата России (3): 2008, 2021/22, 2023/24
- Победитель первенства ФНЛ: 2016/17
- Финалист Кубка России (2): 2011/12, 2021/22

### Личные
- Приз «Надежда „Динамо“ (Москва)»: 2006[22]
- «Открытие сезона» по версии РФС: 2007[2]
- Лучший игрок «Динамо» (Москва): 2019
- Включён в список 33 лучших футболистов чемпионата России (2): № 3 — 2011/12, 2019/20
- Член Клуба Льва Яшина: 2022

## Статистика

### Клубная
| Выступление      | Выступление      | Выступление      | Лига | Лига | Кубок | Кубок | Еврокубки | Еврокубки | Итого | Итого |
| Клуб             | Лига             | Сезон            | Игры | Голы | Игры  | Голы  | Игры      | Голы      | Игры  | Голы  |
| ---------------- | ---------------- | ---------------- | ---- | ---- | ----- | ----- | --------- | --------- | ----- | ----- |
| Динамо (Москва)  | Премьер-лига     | 2007             | 23   | -25  | 2     | -8    | —         | —         | 25    | -33   |
| Динамо (Москва)  | Премьер-лига     | 2008             | 9    | -11  | 0     | 0     | —         | —         | 9     | -11   |
| Динамо (Москва)  | Премьер-лига     | 2009             | 8    | -13  | 0     | 0     | —         | —         | 8     | -13   |
| Динамо (Москва)  | Премьер-лига     | 2010             | 9    | -6   | 1     | -2    | —         | —         | 10    | -8    |
| Динамо (Москва)  | Премьер-лига     | 2011/12          | 41   | -43  | 5     | -2    | —         | —         | 46    | -45   |
| Динамо (Москва)  | Премьер-лига     | 2012/13          | 23   | -27  | 2     | -2    | 3         | -5        | 28    | -34   |
| Динамо (Москва)  | Премьер-лига     | 2013/14          | 7    | -10  | —     | —     | —         | —         | 7     | -10   |
| Динамо (Москва)  | Премьер-лига     | 2014/15          | 2    | -2   | 1     | -2    | 1         | 0         | 4     | -4    |
| Динамо (Москва)  | Премьер-лига     | 2015/16          | 7    | -11  | 1     | -3    | —         | —         | 8     | -14   |
| Динамо (Москва)  | ФНЛ              | 2016/17          | 35   | -25  | —     | —     | —         | —         | 35    | -25   |
| Динамо (Москва)  | Премьер-лига     | 2017/18          | 30   | -30  | —     | —     | —         | —         | 30    | -30   |
| Динамо (Москва)  | Премьер-лига     | 2018/19          | 30   | -28  | 0     | 0     | —         | —         | 30    | -28   |
| Динамо (Москва)  | Премьер-лига     | 2019/20          | 23   | -21  | 1     | -1    | —         | —         | 24    | -22   |
| Динамо (Москва)  | Премьер-лига     | 2020/21          | 27   | -30  | 2     | -2    | 1         | -2        | 30    | -34   |
| Динамо (Москва)  | Премьер-лига     | 2021/22          | 26   | -35  | 0     | 0     | —         | —         | 26    | -35   |
| Динамо (Москва)  | Премьер-лига     | 2022/23          | 24   | -34  | 2     | -2    | —         | —         | 26    | -36   |
| Динамо (Москва)  | Премьер-лига     | 2023/24          | 15   | -20  | 5     | -6    | —         | —         | 20    | -26   |
| Динамо (Москва)  | Итого            | Итого            | 339  | -371 | 22    | -30   | 5         | -7        | 366   | -408  |
| Всего за карьеру | Всего за карьеру | Всего за карьеру | 339  | -371 | 22    | -30   | 5         | -7        | 366   | -408  |

### В сборной
| Матчи Шунина за сборную России | Матчи Шунина за сборную России | Матчи Шунина за сборную России | Матчи Шунина за сборную России | Матчи Шунина за сборную России | Матчи Шунина за сборную России | Матчи Шунина за сборную России |
| №                              | Дата                           | Оппонент                       | Счёт                           | Пропущено голов                | Соревнование                   |                                |
| ------------------------------ | ------------------------------ | ------------------------------ | ------------------------------ | ------------------------------ | ------------------------------ | ------------------------------ |
| 1.                             | 22 августа 2007                | Польша                         | 2:2                            | 2                              | Товарищеский матч              |                                |
| 2.                             | 11 ноября 2011                 | Греция                         | 1:1                            | 1                              | Товарищеский матч              |                                |
| 3.                             | 19 ноября 2019                 | Сан-Марино                     | 5:0                            | —                              | Отборочные матчи ЧЕ-2020       |                                |
| 4.                             | 4 сентября 2020                | Сербия                         | 3:1                            | 1                              | Лига наций 2020/21             |                                |
| 5.                             | 6 сентября 2020                | Венгрия                        | 3:2                            | 2                              | Лига наций 2020/21             |                                |
| 6.                             | 11 октября 2020                | Турция                         | 1:1                            | 1                              | Лига наций 2020/21             |                                |
| 7.                             | 14 октября 2020                | Венгрия                        | 0:0                            | —                              | Лига наций 2020/21             |                                |
| 8.                             | 24 марта 2021                  | Мальта                         | 3:1                            | 1                              | Отборочные матчи ЧМ-2022       |                                |
| 9.                             | 27 марта 2021                  | Словения                       | 2:1                            | 1                              | Отборочные матчи ЧМ-2022       |                                |
| 10.                            | 30 марта 2021                  | Словакия                       | 1:2                            | 2                              | Отборочные матчи ЧМ-2022       |                                |
| 11.                            | 1 июня 2021                    | Польша                         | 1:1                            | 1                              | Товарищеский матч              |                                |
| 12.                            | 5 июня 2021                    | Болгария                       | 1:0                            | —                              | Товарищеский матч              |                                |
| 13.                            | 12 июня 2021                   | Бельгия                        | 0:3                            | 3                              | Финальные матчи ЧЕ-2020        |                                |
| 14.                            | 17 ноября 2022                 | Таджикистан                    | 0:0                            | —                              | Товарищеский матч              |                                |
| 15.                            | 20 ноября 2022                 | Узбекистан                     | 0:0                            | —                              | Товарищеский матч              |                                |

Итого: 15 матчей / 15 пропущенных голов; 6 побед, 7 ничьих, 2 поражения.